# Anomala dudleyi
Anomala dudleyi är en skalbaggsart som beskrevs av Limbourg 2003. Anomala dudleyi ingår i släktet Anomala och familjen Rutelidae. Inga underarter finns listade i Catalogue of Life.